# 에르메스재단 미술상
에르메스재단 미술상은 에르메스재단에서 수여하는 대한민국의 미술상이다. 2000년 에르메스 코리아가 외국 기업으로는 최초로 한국 미술계 지원을 통한 한국 문화예술계 발전에 기여한다는 취지로 시작되었다. 대한민국에서 가장 권위있는 미술상 중 하나로 평가되고 있다.

## 운영
2000년부터 '에르메스 코리아 미술상'로 설립되어 2008년 '에르메스재단 미술상'으로 명칭이 변경되었다. 매년 최종후보 3인의 신작을 전시한 후 최종 수상자를 선발하는 방식으로 진행했으나, 2016년 제16회부터 격년제로 변경되었고, 제18회부터는 국내외 미술계 인사 4인으로 구성된 심사위원단이 1차 서류 심사와 2차 심층 인터뷰 심사를 통해 최종 수상자 1인을 선정한다.
수상자는 아뜰리에 에르메스에서 개인전을 선보이게 되며, 향후 4개월간 파리 레지던시 프로그램에 참여하는 기회를 갖게된다.

## 수상자
- 장영혜 (제1회)[6]
- 김범 (제2회)[7]
- 박이소 (제3회)[8]
- 서도호 (제4회)[9]
- 박찬경 (제5회)[10]
- 구정아 (제6회)[11]
- 임민욱 (제7회)[12]
- 김성환 (제8회)[13]
- 송상희 (제9회)[14]
- 박윤영 (제10회)[15]
- 양아치 (제11회)[16]
- 김상돈 (제12회)[17]
- 구동희 (제13회)[18]
- 정은영 (제14회)[19]
- 장민승 (제15회)[20]
- 정금형 (제16회)[5]
- 오민 (제17회)[21]
- 전소정 (제18회)[22]
- 류성실 (제19회)[23]
- 김희천 (제20회)[24]